# Animal Crossing: New Horizons: Happy Home Paradise
Animal Crossing: New Horizons — Happy Home Paradise (с англ. — «Перекрёсток животных: Новые горизонты — счастливый райский дом») — платное дополнение к игре — симулятору жизни Animal Crossing: New Horizons, его выпуск состоялся 5 октября 2021 года эксклюзивно для игровой приставки Nintendo Switch. В данном дополнении игровой персонаж может отправиться на курорт, расположенный на архипелаге островов, чтобы работать там дизайнером и оформлять жилища клиентов. Дополнение является фактически сиквелом Happy Home Designer — побочной игры серии Animal Crossing 2015 года выпуска для Nintendo 3DS.

## Игровой процесс
Happy Home Paradise является платным дополнением к игре Hew Horizons. Оно позволяет игровому персонажу отправляться через аэропорт DAL на архипелаг островов, входящих в состав крупного курортного агентства, управляемого выдрой Лотти (англ. Lottie). Согласно предыстории, курорт страдает от недоразвитости и Лотти c помощью игрового персонажа хочет сделать курорт более красочным и развитым. Проект также курируют обезьянка Нико (англ. Niko) и ламантин Уорделл (англ. Wardell) — подчинённые Лотти. 
Игровой персонаж получает работу дизайнера и декоратора, он должен оформлять дома и пространства вокруг них по запросу клиентов. У каждого гостя будут свои конкретные запросы.
Всего курорт делится на 21 остров, на каждом из которых можно размещать от одного до шести домов, каждый остров обладает разными климатическими и погодными условиями, включая четыре времени года — зиму, весну, лето и осень, а также острова с лесистой, засушливой, пляжной местностью или ледники. Игровой персонаж сам решает, куда можно заселить клиента. 
Перед началом оформления дома, клиент предоставляет несколько предметов, которые он желает видеть в своём интерьере, далее игрок может оформлять пространство по своему желанию, подбирать нужный стиль, игра всегда предоставляет нужный каталог мебели, но вначале он ограничен. Вместе с каждым новым заказом, игрок получает доступ ко всем предметам, которые он мог раннее использовать при оформлении предыдущих домов. Наиболее подходящие предметы помечаются красными маркерами. За процессом оформления наблюдает клиент, он эмоционально реагирует на установку предметов, которые ему особенно нравятся, такие предметы не должны обязательно входить в приоритетный список. Со временем игровой персонаж сможет устанавливать колонны, перегородки или стены, а также менять цвет и степень освещённости в помещении и подбирать фоновый звук. Вышеперечисленные нововведения игрок может применять и при оформлении собственного жилища на родном острове. Happy Home Paradise также позволяет менять размер комнаты клиента или селить в доме двух клиентов.
Со временем, игровой персонаж откроет доступ к большей коллекции предметов и сможет заново оформлять жилища гостей архипелага, он также сможет оформлять жилища жителей родного острова. В Happy Home Paradise клиенты состоят из так называемых жителей-животных и которые не живут на родном острове игрового персонажа. Позже игрок сможет специально приглашать жителей своего острова на архипелаг. Игра случайным образом подбирает животных-клиентов, однако игрок может использовать карточки amiibo, чтобы приглашать желанных персонажей. Помимо животных-жителей, на островах могут жить специальные NPC, такие как например Тимми с Томми или Изабель, при условии, если у игрока будут карточки или фигурки Amiibo с этими персонажами. Со временем игровой персонаж откроет доступ к возможности построить общественные здания и оформить их внутреннее пространство — школу, больницу или ресторан/кафе. При этом игрок сможет наблюдать за общественной жизнью в этих зданиях, например процессом учёбы в школе или отдыхом в ресторане.
Игровой персонаж не ограничен временем или таймерами, он получает деньги за свою работу, однако это не дини, а особая игровая валюта «поки» (англ. poki). На эту валюту затем можно купить эксклюзивные предметы, доступные для покупки только на курорте. Этими предметами затем можно оформлять пространство родного острова. В дополнение также встроена онлайн-галерея Happy Home Network, доступная через нукофон игрового персонажа, она позволяет делиться с другими игроками скриншотами интерьера и придомового оформления, а также подписываться на других игроков и посещать макеты созданных ими домов

## Разработка и выход
Хотя Happy Home Paradise позиционируется, как платное дополнение, фактически оно является сиквелом побочной игры серии Animal Crossing — Happy Home Designer 2015 года выпуска для приставки Nintendo 3DS и предлагает во многом аналогичный игровой процесс. Также Happy Home Paradise стала первым платным дополнением в истории серии Animal Crossing. Nintendo подтвердила журналистам игрового сайта IGN, что Happy Home Paradise будет единственным платным дополнением для New Horizons.
Дополнение было анонсировано на трансляции Nintendo Direct 15 октября 2021 года наряду с масштабным обновлением к New Horizons. Оно вышло 5 ноября 2021 года. Также 29 октября игроки могли оформить предзаказ дополнения.Happy Home Paradise стало первым дополнением, доступным по расширенной платной подписке «Nintendo Switch Online», предлагающей также доступ к классическим играм от для Nintendo 64 и SEGA Genesis. Nintendo предупредила, что если игрок сначала приобретёт дополнение по подписке, но не продлит её, он потеряет доступ к архипелагу, но в игре сохранятся все уникальные предметы, привезённые на родной остров. Также если на одном острове живут несколько игровых персонажей, привязанных к нескольким аккаунтам на Nintendo Switch, они могут играть в дополнение с разными сохранениями.

## Музыка
Для дополнения Happy Home Paradise была создана серия музыкальных треков, играющих в фоновом режиме, когда игрок посещает курорт. Музыку написали Ясуаки Ивата, Юми Такахаси, Синобу Нагата, Саяко Дои и Масато Охаси. Помимо прочего вместе с дополнением была выпущена серия песен-ремиксов К.К.Слайдера. Эти композиции можно услышать, когда К.К.Слайдер организует концертный тур на архипелаге.

## Восприятие
| Сводный рейтинг    | Сводный рейтинг |
| Агрегатор          | Оценка          |
| ------------------ | --------------- |
| Metacritic         | 82/100          |
| Иноязычные издания |                 |
| Издание            | Оценка          |
| God is a Geek      | 8,0             |
| Jeuxvideo.com      | 80 %            |
| Screen Rant        | [ 15 ]          |
| COGconnected       | 75 %            |
| TheSixthAxis       | 7/10            |

### Реакция до выхода
Игровой трейлер был просмотрен более миллиона раз и встретил положительные отзывы. Тем не менее, игроки, когда-то игравшие в Happy Home Designer и оставшиеся недовольными этой игрой, выразили своё недовольство и скепсис по поводу предстоящего релиза.
Сразу после анонса дополнения, фанаты New Horizons стали создавать множество фанатских артов, посвящённых обезьянке Нико – новому персонажу, впервые представленному в серии Animal Crossing. Также аудитория с восторгом восприняла дебют ломантина Уорделла, также нового персонажа. При этом редакция Polygon заметила, что даже несмотря на то, что выдра Лотти формально позиционировалась, как главный персонаж дополнения, так как она уже раннее выступала самым значимым NPC в Happy Home Designer, её дебют оказался самым провальным, так как Нико с Уорделлом перетянули на себя всё внимание фанатов. 
Редакция Nintendo Life выразила осторожность по поводу предстоящего дополнения, упоминая то, что его фактический приквел — побочная игра серии Happy Home Designer для Nintendo 3DS не сыскала такого успеха, как игра основной серии New Leaf для той же приставки. Редактор упомянул также сдержанные отзывы игровых критиков, упрекавших игру в том, что она помимо некоторых инновационных игровых механик не чувствовалась полноценной игрой и предлагала скучный геймплей. 
Редакция игрового сайта CBR наоборот убеждена, что Happy Home Paradise ждёт успех, так как дополнение лишено самого критического недостатка своей предшественницы для 3DS, а именно отсутствия связи с New Leaf 2013 года выхода и от того отсутствия элементов социального моделирования — того, что делало игры Animal Crossing такими успешными. Happy Home Designer помимо того, что полностью связана с New Horizons также предлагает куда больше творческой свободы, коллекции мебели и инструментов дизайна.

### Реакция после выхода
Лиза Мари Сегарра с сайта Kotaku заметила, что Happy Home Paradise идеально подойдёт игрокам, любящим больше всего заниматься дизайном и обустройством своего острова, одновременно игровой процесс дополнения ограничен дизайном и вряд ли подойдёт игрокам, любящим другие игровые аспекты, помимо дизайна. Мари Сегарра упоминая игроков Animal Crossing, увлекающихся дизайном заметила, что каждый из них сталкивался с ситуацией, что он замечал или собирал интересные предметы определённой тематики, но решал не использовать их, чтобы не нарушать сформированную эстетику своего острова иди жилища. Happy Home Paradise же также позволит обойти это ограничение и опробовать оформить помещения в непривычном стиле. Рецензентка также указала фактическое отсутствие системы оценки или рейтинга в дополнении, заметив, что клиенты всегда будут довольны, как бы плохо игрок не оформлял жилище. Кто-то это может расценить как недостаток, однако Сегарра увидела в этом возможность для свободы самовыражения, оформлять пространство по своему желанию и не ограничивая свою свободу самовыражения страхом провала. 
Джованни Колантонио с сайта Digital Trends назвал Happy Home Paradise внутриигровым спин-оффом, учитывая, что дополнение фактически является спин-оффом побочной игры Happy Home Designer или же очередной мини-игрой, призванной скрасить игровой опыт поклонников Animal Crossing. Критик заметил, что вместе с выходом дополнения, Nintendo удалось исправить свою главную ошибку в истории разработки серии Animal Crossing — а именно интегрировать игровой процесс по сути побочной игры с основной игрой (New Horizons), вспоминая спорный выпуск таких побочных игр серии, как Happy Home Designer и Amiibo Festivale. Колантонио заметил, что сами по себе эти игры были не плохими, однако игроки Animal Crossing не захотели их принять именно из-за того, что они были отдельными играми. Критик заметил, что сами по себе основные игры серии Animal Crossing являются сборкой мини-игр, и каждая такая мини-игра чувствовалась частью чего то большего, что и формировало игровой процесс игры Animal Crossing. Сама по себе Happy Home Paradise — это очаровательная мини-игра по дизайну интерьеров, которая позволит ненадолго отвлечься игроку New Horizons и самой важное — способствовать основному игровому прогрессу базовой игры.